# سيمون فرانسيس
سيمون فرانسيس (بالإنجليزية: Simon Francis)‏ (16 فبراير 1985 نوتنغهام المملكة المتحدة - ) هو لاعب كرة قدم بريطاني، يلعب كمدافع.

## روابط خارجية
- سيمون فرانسيس على موقع قاعدة بيانات كرة القدم.إي يو (الإنجليزية)
- سيمون فرانسيس على موقع Soccerbase.com (لاعب) (الإنجليزية)
- سيمون فرانسيس على موقع Soccerway.com (الإنجليزية)
- سيمون فرانسيس على موقع عالم كرة القدم.نت (الإنجليزية)
- سيمون فرانسيس على موقع AS.com (الإسبانية)